# Viggo Brodthagen
Viggo Olsen Brodthagen (20. maj 1901 i Eskilstrup – 15. januar 1970 i København) var en dansk film- og revyskuespiller.
Debut i 1920'erne i Nykøbing Falster Revyen.
Senere kom han til Helsingørrevyerne og Nørrebros Teater. fra 1945-1967 var han direktør for Nykøbing Falster Revyen.
Han var nok mest berømt for sin replik Jaj ska' skinne mej i tv-serien Cirkus Buster.
Han er begravet på Nykøbing Falster Nordre Kirkegård.

## Udvalgt filmografi
- Familien Olsen – 1940
- En pige med pep – 1940
- Lev livet let – 1944
- Penge som græs – 1948
- For frihed og ret – 1949
- Løgn og løvebrøl – 1961
- Cirkus Buster – 1961